# Pristajalno podvozje
Pristajalno podvozje tudi pristajalni mehanizem je naprava na spodnjem delu letala ali drugega zrakoplova namenjena pristajanju in vzletanju. Poleg tega služi kot nosilna struktura, ko zrakoplov ne leti ali pa se vozi po tleh (taksira).
Najbolj pogosto uporabljano je pristajalno podvozje iz koles, uporablja se na zrakoplovih, ki uporabljajo vzletno/pristajalno stezo. Za pristajanje na vodi se uporabljajo plovci, za sneg ali pa ledene površine se uporabljajo smučke. Možna je tudi kombinacija npr. plovci z vgrajenimi kolesi. Helikopterji velikokrat uporabljajo sanke, za pristajanje na vodi pa pontone (plovce).
Hitrejša letala uporabljajo uvlačljivo podvozje, ki se takoj po vzletu spravi v trup in tako zelo zmanjša zračni upor letala. Uporablja se na skoraj vseh potniških in vojaških letalih. Manjša športna letala imajo velikokrat fiksno podvozje, ki je bolj trpežno, lažje za izdelavo in vzdrževanje. Športna letala zaradi manjših hitrostih z uvlačljivim podvozjem ne pridobijo toliko kot reaktivci.
Pristajalna podvozja imajo po navadi blažilce udarcev (šok absorberje), da se manj obremenjuje zrakoplov. Podvozje je relativno težek del zrakoplova, tipično 4-5% vzletne teže, kdaj tudi do 7%Palubna letala, ki pristajajo na letalonosilkah ima precej bolj ojačano podvozje kot kopenska letala. En od razlogov je sorazmerno grob pristanek, pri pilotih znan tudi kot "kontrolirano strmoglavljenje". Drug razlog pa je pritrditev letala na katapult, kar zahteva ojačano nosno kolo.

## Tipi
Obstajajo dve kategoriji pristajalnih podvozij s kolesi: konvencionalna ("taildragger"), kjer sta dve glavni kolesi na sprednjem delu letala in manjše precej manjše kolo na repu (kdaj tudi sanka). Te vrste podvozij se uporabljajo na nekaterih športnih letalih, večini lovcev iz 2. Svetovne vojne, redko na večjih letalih kot npr. Douglas DC-3.
Druga konfiguracija je tricikel, kjer sta dve kolesi pod krili in tretje manjše kolo na nosu letala. To konfiguracijo uporabljajo skoraj vsa reaktivna, potniška letala, lovska, poslovna, transportna in lovska letala. Po navadi so zavore na glavnih kolesih, na nekaterih ruskih lovcih pa tudi na sprednjem kolesu. Na nekaterih ruskih transportnih letalih se da tudi kontrolirati pritisk v letalskih gumah, kar omogoča pristajanje na slabo pripravljenih stezah.
Letalo se po stezi krmili s premikanjem nosnega kolesa ali pa diferencialnem zaviranjem glavnih koles.